# Palosaari (ö i Finland, Norra Savolax, Varkaus, lat 62,47, long 27,73)
Palosaari är en ö i Finland. Den ligger i sjön Ala-Särkijärvi och i kommunen Leppävirta i den ekonomiska regionen  Varkaus ekonomiska region  och landskapet Norra Savolax, i den centrala delen av landet, 290 km nordost om huvudstaden Helsingfors. Öns area är 1,7 hektar och dess största längd är 190 meter i nord-sydlig riktning.